# Gjerstad
58°52′25″N 9°00′47″Ø / 58.87361°N 9.01306°Ø
Gjerstad er en kommune i Agder fylke i Norge. Den grænser i nord til Nissedal og Drangedal, i øst til Kragerø, i syd til Risør, og i sydvest til Vegårshei. Højeste punkt er Solhomfjell der er 587 moh.

## Personer fra Gjerstad
- Niels Henrik Abel, matematiker, voksede op i Gjerstad († 1829)